# Mierniki
Mierniki – wieś w Polsce, położona w województwie mazowieckim, w powiecie ciechanowskim, w gminie Gołymin-Ośrodek.
| SIMC    | Nazwa             | Rodzaj    |
| ------- | ----------------- | --------- |
| 0115111 | Konarzewo-Gołąbki | część wsi |
| 0115128 | Konarzewo-Skuze   | część wsi |

W latach 1975–1998 wieś administracyjnie należała do województwa ciechanowskiego.